# Туркофобия
Туркофобия (тур. Türk karşıtlığı, Türkofobiya; азерб. Türkofobiya, англ. Turcophobia, Turkophobia, anti-Turkism, anti-Turkish sentiment) — данный термин используют в узком смысле как враждебное, нетерпимое, расистское отношение к туркам (в том числе в диаспоре), турецкой культуре и самой Турции (и Османской империи в прошлом), при этом тюркофобия рассматривается как вариант туркофобии.
Однако в других источниках данный термин применяется не только относительно нетерпимости к туркам, но и к подвергшимся турецкой ассимиляции народам бывшей Османской империи, а также к любым тюркским народам помимо турок (например, азербайджанцам — азербайджанофобия, крымским татарам, туркменам, казахам, а враждебные отношения к Турции отразились на балкарцах, карачаевцах и крымских татарах).

## История
Чаще всего термин обозначает неприязненное отношение к туркам в связи с внешнеполитической деятельностью Османской империи в прошлом и Турции в настоящем времени.
Корни враждебности к тюркам уходят во времена крестовых походов против Османской империи, а также завоевания Анатолии сельджуками и безвыходного положения Византии. В ранний современный период падение Константинополя и Османские войны в Европе — часть усилий европейских христиан остановить экспансию Османской империи (предшественницы Турции) — способствовали развитию антитюркизма. Это побудило Урбана II призвать весь христианский мир к войне против турок.
В середине 1400-х годов по всей Европе проводились католические религиозные церемонии, направленные против турок. В них говорилось, что победа над турками может быть одержана только с помощью Бога, и поэтому христианский мир не должен потерять сопротивление жестокости турок.
Мартин Лютер считал, что османское вторжение было Божьим наказанием христианам за допущение коррупции в Святом Престоле и Католической церкви. В 1518 году, защищая свои 95 тезисов, Лютер заявил, что Бог послал турок наказать христиан точно так же, как он послал войны, чуму и землетрясения. В ответ Лев X издал папскую буллу, в которой угрожал Лютеру отлучением от церкви и изображал его как нарушителя спокойствия, выступающего за капитуляцию перед турками.
В Швеции турок изображали как заклятых врагов христианства. Книга приходского священника Эрланда Дриселиуса из Йёнчёпинга, опубликованная в 1694 году, называлась Luna Turcica eller Turkeske måne, anwissjandes lika som uti en spegel det mahometiske vanskelige regementet, fördelter uti fyra qvarter eller böcker («Турецкая луна, показывающая, как в зеркале, опасное магометанское правило, разделённое на четыре четверти или книги»). В проповедях шведское духовенство проповедовало о жестокости и кровожадности турок, о том, как они систематически сжигали и грабили завоёванные ими территории. В шведском школьном учебнике, опубликованном в 1795 году, ислам был описан как «ложная религия, выдуманная великим обманщиком Мухаммедом, которую турки и по сей день повсеместно исповедуют».
В самой же Османской империи слово «турок» было оскорбительным и применимым к кочевникам, поэтому было предпочтительнее называть себя «„османлы“».
В конце XIX века Уильям Гладстон представил туркофобию как изменение в британской политике против Османской империи. Гладстон написал 64-страничную брошюру под названием «Болгарские ужасы и вопрос Востока», опубликованную 5 сентября 1876 года, о болгарах под властью Османской империи и объяснил необходимость устранения турок из мира. По словам Гладстона, турки являются «наглядным примером варварства в истории человечества». Он сказал об османском правительстве, которое он назвал «турецким правительством», что «оно совершило больше грехов, чем любое другое правительство, ни одно правительство не застряло в такой греховности, как оно, и ни одно другое правительство не было так закрыто для перемен, как оно».